# Chemin de fer Domingo Faustino Sarmiento

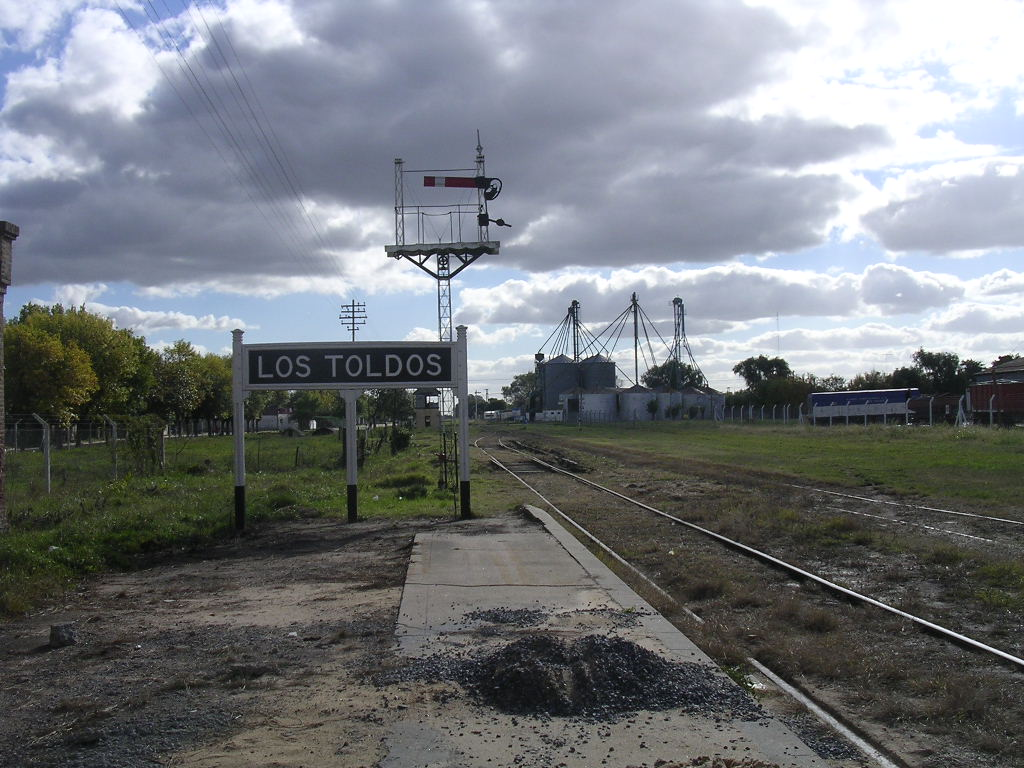
Gare de Los Toldos

Le Chemin de fer Domingo Faustino Sarmiento ou Ferrocarril Domingo Faustino Sarmiento  (FCDFS), d'écartement large (1676 mm), est un des six chemins de fer qui composent le réseau ferroviaire argentin. Il doit son nom à l'écrivain, enseignant et président d'Argentine Domingo Faustino Sarmiento. Il part de la station Once de septiembre, au centre de la ville de Buenos Aires, et se dirige vers l'ouest du pays, en traversant sur son traject les provinces de Buenos Aires, de La Pampa, de Córdoba, de San Luis et de Mendoza.

## Historique
Le chemin de fer fut créé lors de la nationalisation du Ferrocarril Oeste de Buenos Aires (FCO) le 13 février 1947, et fut administré depuis lors par l'entreprise d'état 
Ferrocarriles Argentinos, qui à ce moment portait le nom de Empresa de Ferrocarriles del Estado Argentino (EFEA). Sur ses voies circulaient des trains de passagers dans l'aire du grand Buenos Aires, des trains interurbains entre des localités isolées et des services de longue distance qui unissaient la gare Once de septiembre avec différentes villes de l'intérieur du pays. En outre, le réseau du chemin de fer Sarmiento était utilisé pour le transport de marchandises, surtout de produits agricoles.
Au début des années 1990, lors de la dissolution de Ferrocarriles Argentinos par le président d'alors, Carlos Menem, et de l'annulation de ce fait d'une série de services ferroviaires, on supprima un grand nombre de voies. Une partie des branches marchandises furent données en concession à l'entreprise brésilienne América Latina Logística (ou ALL), pendant que d'autres furent adjugées à Ferroexpreso Pampeano. Pour sa part, l'entreprise de la province de Buenos Aires Ferrobaires assure quelques services interurbains.
Quant au service métropolitain de passagers, il fut finalement donné en concession à Trenes de Buenos Aires (TBA), entreprise qui opère aussi sur des voies du chemin de fer General Bartolomé Mitre et qui s'est vue impliquée dans des controverses pour la qualité du service offert.

## Importance relative
Le chemin de fer Sarmiento est, après le chemin de fer General Roca, celui qui transporte le plus grand nombre de passagers dans l'aire métropolitaine du grand Buenos Aires, où il dessert les localités situées à l'ouest de l'agglomération par le biais de la ligne Sarmiento.